# La Monte Young
La Monte Thornton Young (Bern, 14 ottobre 1935) è un compositore, musicista e artista statunitense.
Young viene generalmente ricordato per essere stato il primo compositore minimalista.

## Biografia

### Gioventù e formazione
Iniziò a suonare il sassofono all'età di sette anni. Dopo essersi interessato al jazz (si appassionò alla musica di Eric Dolphy, John Coltrane e altri) studiò all'Università della California, a Los Angeles, con Leonard Stein interessandosi alla musica di Anton Webern ed all'etnomusicologia. Studiò privatamente sassofono e clarinetto con William Green nonché contrappunto e composizione con Leonard Stein. Uno dei suoi insegnanti, Seymour Shifrin, organizzò la sua prima esibizione nel 1958 nella quale eseguì il brano Trio for Strings. Nel 1959 si trasferì a Darmstadt dove divenne allievo di Karlheinz Stockhausen e si ispirò alla musica di Cage. L'anno seguente si trasferì a New York per studiare musica elettronica alla New York School for Social Research con Richard Maxfield, dove entrò in contatto con il movimento Fluxus di George Maciunas, un progetto multimediale che, oltre a proporre una musica estremamente sperimentale ai confini del solipsismo, esplorava nuovi modi di fare spettacolo attraverso improvvisazioni strumentali, partiture grafiche e verbali, recitazione e proiezioni di diapositive.

### Carriera
Nel 1961 Young tenne un corso di conferenze sulla guerriglia, accompagnate da musica elettronica, alla New School for Social Research di New York, e curò la pubblicazione del bimestrale S.M.S. di New York
Degni di nota sono le sue composizioni sono la serie dei brani intitolati Compositions 1960 (1-15), che segnarono uno svolta più marcata verso lo stile di John Cage rispetto al passato e verso l'idea del suono come "esperienza percettiva interiore". Questa serie presenta movimenti che sono semplici indicazioni verbali di comportamento per l'esecutore senza accompagnamento musicale, mentre altri sono ridotti a poche note tenute (come nel caso della Composition 1960 n.7). Si segnalano anche Arabic Numeral (any integer) to H.F. (nota anche con il nome X for Henry Flint) (1960), la prima nella sua carriera ad utilizzare la ripetizione come principio strutturale, e Death Chant (1961), basata sulla ripetizione all'infinito di una melodia cantata da un coro maschile all'unisono ed accompagnata da suoni di carillon.
Le sue prime opere apparvero in un numero speciale della rivista Beatitude intitolato An Anthology (1963), che raccoglieva partiture, saggi, poesie, arte concettuale e progetti coreografici di vari artisti: Earle Brown, Dick Higgins, Christian Wolff, Richard Maxfield e dello stesso Young. Nel 1963 sposò la pittrice Marian Zazeela con la quale organizzò spettacoli multimediali (Sound/Light Environments) destinati a maturare nella fondazione, avvenuta negli anni sessanta, del gruppo musicale e progetto Theatre of Ethernal Music.
Il concentrare l'attenzione su singoli eventi, il ridurre il discorso musicale ad un'essenza concettuale (ovvero ad un evento singolo che si protrae per un tempo indefinito), il basare le proprie composizioni sul concetto di suono, e il conseguente distacco dalle teorie di Cage, furono ispirazioni musicali analizzate da Young lungo la propria carriera e che vennero successivamente riprese, in modo eclettico, dal Theatre of Eternal Music. Questo gruppo e progetto, ispirato soprattutto ai lunghi "suoni di bordone della musica indiana e dall'organum parallelo medioevale", si poneva come obbiettivo principale quello di comporre una musica eterna i cui suoni riverberanti vanno ascoltati in apposite "dream houses" (case del sogno) progettate dallo stesso Young. Egli descrisse le sue "case del sogno" in questo modo:
(La Monte Young)
 I membri del Theatre of Eternal Music, che cambiò formazione in numerose occasioni, includevano oltre allo stesso Young: Marian Zazeela (voce e gong), il trombettista Jon Hassell, il trombonista Garrett List e, dalla metà degli anni sessanta anche Angus MacLise alle percussioni, Tony Conrad alla bowed guitar e alla mandola, John Cale al violoncello modificato, Walter de Maria e Henry Flynt.
A partire dal 1964, le sue opere seguirono gli stessi criteri del brano, The Tortoise, his Dreams and Journeys (la tartaruga i sogni e i suoi viaggi), una delle composizioni più note e importanti del suo repertorio. Questo brano, che presenta suoni di base spesso identici, ed a tratti improvvisati, veniva suonato tramite molteplici oscillatori elettronici che producevano un accordo tenuto lungo tutta la durata del brano. Questa traccia segnò la nascita del minimalismo.
The Well Tuned Piano (1964), un nome ispirato al "Clavicembalo ben temperato" di Bach, è una delle tracce più note del compositore. Quest'opera per pianoforte con accordatura modificata, la cui esecuzione va svolta in varie parti nell'arco di alcuni giorni consiste in improvvisazioni entro un insieme di armonie non equalizzate. Questa traccia è considerata uno dei capolavori del compositore.
Nel 1969, Young pubblicò i suoi Selected Writings. Dopo essersi interessato alla musica vocale dell'India del nord, studiò, durante gli anni settanta le tecniche vocali tradizionali dell'India assieme al maestro Pandit Pran Nath.
Nel 1971 venne nominato direttore del Kirana Center for Indian Classical Music Ispirandosi alla musica blues, Young fondò negli anni novanta la Forever Blues Band con la quale pubblicò un solo album: Just Stompin' (1993).

## Impatto culturale
L'influenza di La Monte Young nella musica contemporanea fu di portata molto rilevante. Grazie all'esempio di John Cage, egli divenne il pioniere del minimalismo, un genere musicale destinato a sviluppare, negli anni a venire, anche la drone music. L'estensione della durata delle sue tracce e delle sue note fu la componente più importante per gli sviluppi della new age e di alcuni stili legati al rock. La riduzione del discorso alla sua pura essenza concettuale e ad evento singolo che si protrae per un tempo indefinito, influì inoltre nelle composizioni  Aus den sieben Tagen e Stimmung di Karlheinz Stockhausen.

## Elenco composizioni (parziale)
- The Tortoise Droning Selected Pitches From the Holy Numbers for the Two Black Tigers, The Green Tiger and the Hermit - per voce, gong e archi (1964)
- The Tortoise Recalling the Drone of the Holy Numbers as They Were Revelead in the Dreams of the Whirlwind and the Obsidian Gong, Illuminated by the Sawhill, the Green Sawtooth Ocelot, and the High-Tension Line Stepdown Transformer - per voce, gong e archi (1964)
- The Tortoise, His Dreams and Journeys - per una o più voci, uno o più archi, suoni bordoni, microfoni, miscelatore, altoparlante e proiezioni di luci (1964, con aggiunta una seconda parte: Map of 49's Dream the Two Systems of Eleven Sets of Galactic Intervals Ornamental Lightyears Tracery (1966)).
- Variazioni per quartetto (1955)
- 5 piccoli pezzi - per quartetto d'archi (1956)
- For Brass - per due trombe, due corni, due tromboni e due tube (1957)
- For Guitar (1958, anche per archi)
- Trio per Archi (1958)
- Vision - per undici strumenti (1959)
- Untitled Works - improvvisazioni per sfregamento di gong sul cemento, gong su corpi di legno, metalli sulle pareti (dal 1959)
- Poem for Chairs, Tables, Benches, etc. - anche per altre fonti di rumore (dal 1960)
- 2 Sounds - per due nastri magnetici (1960; Winterbranch di Cunnigham, 1964)
- Arabic Numeral (any integer) - per gong o pianoforte (1960)
- 3 pezzi per pianoforte (1960)
- 2 pezzi per pianoforte (1960)
- Compositions 1960, n.1-15 - partiture verbali (1960)
- Compositions 1961, n 1-29 - partiture verbali (1961)
- Death Chant - per coro maschile e campane (1961)
- Untitled Works - improvvisazioni per pianoforte (1959-62)
- The Second Dream of the High Tension Line Stepdown Transformer (da The 4 Dreams of China) - per archi o altri strumenti dal suono continuo e che possono essere accordati precisamente (1962)
- Studies in the Bowed Disc - per gong d'acciaio di R. Morris (1963)
- Untitled Works - improvvisazioni su strutture specifiche per sassofono sopranino, pianoforte gong, violino, chitarra, viola, violoncello e liuto (1962-64)
- The Well-Tuned Piano - per un pianoforte con accordatura particolare (1964)
- Composition 1965 $ 50 - performance (1965)
- The Two Systems of Eleven Categories 1:07:40 AM 3 X 67 (revisione di 2-3 PM 12 XI 66 3:43 AM 28 XII 66 for John Cage (da Vertical Hearing or Hearing in the Present Tense) - per strumenti piacevoli (1966)
- More Periodicinational - per organo (1966-67)[5]

## Discografia
- Inside the Dream Syndicate, Volume One: Day of Niagara con John Cale, Tony Conrad, Marian Zazeela, e Angus MacLise [Registrazione 1965] (Table of the Elements, 2000. Bootleg di qualità non eccelsa "non autorizzato da La Monte Young")
- 31 VII 69 10:26 - 10:49 PM Munich from Map of 49's Dream The Two Systems of Eleven Sets of Galactic Intervals Ornamental Lightyears Tracery; 23 VIII 64 2:50:45-3:11 AM the Volga Delta from Studies in The Bowed Disc [alias The Black Record] (Edition X, West Germany, 1969)
- La Monte Young Marian Zazeela The Theatre of Eternal Music - [Dream House 78' 17"] (Shandar, 1974)
- The Well-Tuned Piano 81 X 25 (6:17.50 - 11:18:59 PM NYC) (Gramavision, 1988)
- 90 XII C. 9:35-10:52 PM NYC, The Melodic Version (1984) of The Second Dream of the High-Tension Line Stepdown Transformer From the Four Dreams of China (Gramavision, 1991)
- Just Stompin': Live at The Kitchen (Gramavision, 1993)
- The Tamburas of Pandit Pran Nath (82 V11 15 c. 6:35 - c.7:35 PM + c.6:37-6:52:30 PM NYC) (Just Dreams JD001) 1999
- The Well-Tuned Piano in The Magenta Lights (87 V 10 6:43:00 PM 87 V 11 01:07:45 AM NYC) (Just Dreams, DVD-9, 2000)

### Antologie
- Small Pieces (5) for String Quartet ("On Remembering a Naiad") (1956) [incluso in Arditti String Quartet Edition, No. 15: U.S.A. (Disques Montaigne, 1993)]
- Sarabande for any instruments (1959) [incluso in Just West Coast (Bridge, 1993)]
- 89 VI 8 c. 1:45-1:52 AM Paris Encore da Poem for Tables, Chairs and Benches, etc. (1960) [incluso in Flux: Tellus Audio Cassette Magazine #24]
- Estratti: 31 I 69 c. 12:17:33-12:24:33 PM NYC [inclusa in Aspen #8's flexi-disc (1970)] da Drift Study; 31 I 69 c. 12:17:33-12:49:58 PM NYC da Map of 49's Dream The Two Systems of Eleven Sets of Galactic Intervals (1969) [incluso in Ohm e Ohm+ (Ellipsis Arts, 2000 & 2005)]
- 566 for Henry Flynt [inclusa in Music in Germany 1950–2000: Experimental Music Theatre (Eurodisc 173675, 7-CD set, 2004)]

## Scritti
- An Anthology of Chance Operations, Concept Art, Anti-Art... (con J. MacLow) (1961-63)
- Selected Writings (1960-1970) (con Marian Zazeela) (1970)[5]